# Jing Lusi
Jing Lusi, född 16 maj 1985 i Shanghai, är en brittisk-kinesisk skådespelare.
Lusi har bland annat medverkat i filmerna Heart of Stone och Argylle. Hon har även medverkat i TV-serien Scott & Bailey.

## Filmografi (i urval)
- 2016 – Scott & Bailey (TV-serie)
- 2020–- – Gangs of London (TV-serie)
- 2023 – Heart of Stone
- 2024 – Argylle
- 2024 – Konspirationen (TV-serie)